# Alpek
Alpek ist ein mexikanischer Chemiekonzern, der zur Grupo Alfa gehört. Das Unternehmen stellt Grundstoffe und Petrochemikalien (Terephthalsäure (PTA), Dimethylterephthalat (DMT), Monoethylenglycol, Caprolactam (CPL), Ammoniumsulfat) sowie darauf aufbauend Polymere (PP, EPS, Polyester) her. Bei Polyestern (PET und Polyesterfasern) zählt Alpek zu den größten Herstellern der Welt. 
Alpek wurde 1975 durch die Fusion von Polioles und Nylon de Mexico gegründet. 1977 wurden Fibras químicas (heute Akra) und Petrocel übernommen. Im Jahr 2011 hat Alpek das PET- und PTA-Geschäft von Eastman Chemical gekauft. 2014 hat das Unternehmen alle EPS-Geschäftsaktivitäten von BASF in Lateinamerika erworben. Im Gegenzug dazu hat BASF das PU-Geschäft von Alpek übernommen.

## Werke
- Lerma de Villada, México (Glycole)
- Altamira, Tamaulipas (PTA, EPS, PP)
- Cosoleacaque, Veracruz (PTA, PET)
- Salamanca, Guanajuato (Caprolactam)
- Tlalnepantla, México (Schaum)
- Ocotlán, Jalisco (Nylon)
- Monterrey, Nuevo León (Polyesterfasern)
- Zárate, Argentinien (PET)
- Cooper River, South Carolina (PET, Polyesterfasern)
- Pearl River, Mississippi (PET)
- Columbia, South Carolina (PTA, PET)
- Fayetteville, North Carolina (PET)[6]